# Mark Furze

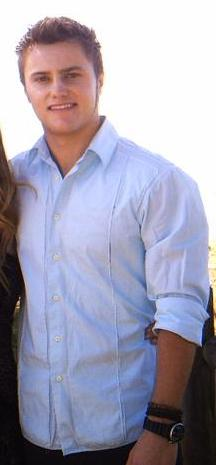
Mark Furze (2006)

Mark Alan Holcombe Furze (* 7. Mai 1986 in Orange, New South Wales) ist ein australischer Schauspieler und Synchronsprecher. Er tritt außerdem als Sänger in Erscheinung.

## Leben
Furze wurde am 7. Mai 1986 im australischen Orange geboren. Er ist mit dem neuseeländischen Model und Miss Universe New Zealand 2007 Laural Barrett verheiratet. Die beiden lernten sich anlässlich eines Musikvideodrehs für die Band Shotgun Alley im Jahr 2011 kennen. 2022 kam eine gemeinsame Tochter zur Welt.
Erste Erfahrungen als Schauspieler sammelte Furze im Alter von zehn Jahren in einem Bühnenstück zum Roman Oliver Twist für die Orange Theatre Company. Als Teenager debütierte er 2001 als Fernsehschauspieler in einer Episode der Fernsehserie Water Rats – Die Hafencops. Im selben Jahr stellte er in der Fernsehserie Outriders – Abenteuer Australien in insgesamt 26 Episoden die Rolle des Jake Konrad dar. Sein Spielfilmdebüt gab er 2003 im Fernsehfilm Balmain Boys. 2004 folgte eine Besetzung im Fernsehfilm Jessica. Ab demselben Jahr bis einschließlich 2008 verkörperte er die Rolle des Eric „Ric“ Dalby in insgesamt 376 Episoden der Fernsehserie Home and Away. Seine nächste Fernsehserienrolle erhielt er 2010 in Underbelly – Krieg der Unterwelt. 2016 wirkte er unter anderen im Horrorfilm The Evil Ones – Die Verfluchten mit. 2018 folgten Rollenbesetzungen in den Spielfilmen I Can Only Imagine – Der Song meines Lebens und Breaking In.
Seit 2006 tritt Furze zusätzlich auch als Sänger in Erscheinung. So nahm er im Duett mit Rachael Beck am Format It Takes Two teil. 2007 sang er im britischen Fernsehformat Soapstar Superstar, in der er den dritten Platz hinter Hayley Tamaddon und Antony Cotton belegte. Die Dreharbeiten dafür fanden in Manchester statt. Er war Sänger und Gründungsmitglied der Band Falcon Road. Ab 2011 spielte er in der neuseeländischen Band Shotgun Alley mit, mit der er drei Alben veröffentlichte.

## Filmografie (Auswahl)

### Schauspiel
- 2001: Water Rats – Die Hafencops (Water Rats, Fernsehserie, Episode 6x19)
- 2001: Outriders – Abenteuer Australien (Outriders, Fernsehserie, 26 Episoden)
- 2003: Balmain Boys (Fernsehfilm)
- 2004: Jessica (Fernsehfilm)
- 2004–2008: Home and Away (Fernsehserie, 376 Episoden)
- 2010: Underbelly – Krieg der Unterwelt (Underbelly, Fernsehserie, 2 Episoden)
- 2011: A Heartbeat Away
- 2015: Strays (Kurzfilm)
- 2016: Tell Me How I Die
- 2016: The Evil Ones – Die Verfluchten (Bornless Ones)
- 2016: The Most Creative Suicide (Kurzfilm)
- 2016: Escape from Area 51 (Kurzfilm)
- 2017: Stereoscope (Kurzfilm)
- 2018: I Can Only Imagine – Der Song meines Lebens (I Can Only Imagine)
- 2018: Breaking In
- 2019: Herringbone (Kurzfilm)
- 2019: Wild Cards 2
- 2021: Harrow (Fernsehserie, Episode 3x04)

### Synchronisationen
- 2019: The Pacific War in Color (Fernsehserie, Episode 1x02)

## Theater (Auswahl)
- Oliver Twist